# El Cristo Negro (libro)
El Cristo Negro es la primera obra publicada por el salvadoreño Salvador Salazar Arrué –más conocido como Salarrué – (1899 – 1975). Fue publicado por primera vez en 1926, siendo parte de la Colección Biblioteca Cuscatlania de la Biblioteca Nacional Francisco Gavidia de El Salvador, como parte de un intento de hacer una recopilación de literatura salvadoreña.
La novela hace alusión a la imagen del Cristo Negro de Esquipulas, del escultor Quirio Cataño, ubicado en la Catedral Basílica de Esquipulas, Guatemala.
En base a lo anterior, Salarrué se inventa la historia de un personaje que se convertiría luego en esta imagen sagrada con la piel oscura, sin embargo, lo único verídico de la novela es la existencia de esta figura y Quirio Cataño, quien figura como uno de los personajes de la historia y es el único capaz de entender el propósito de la vida de Fray Uraco. 

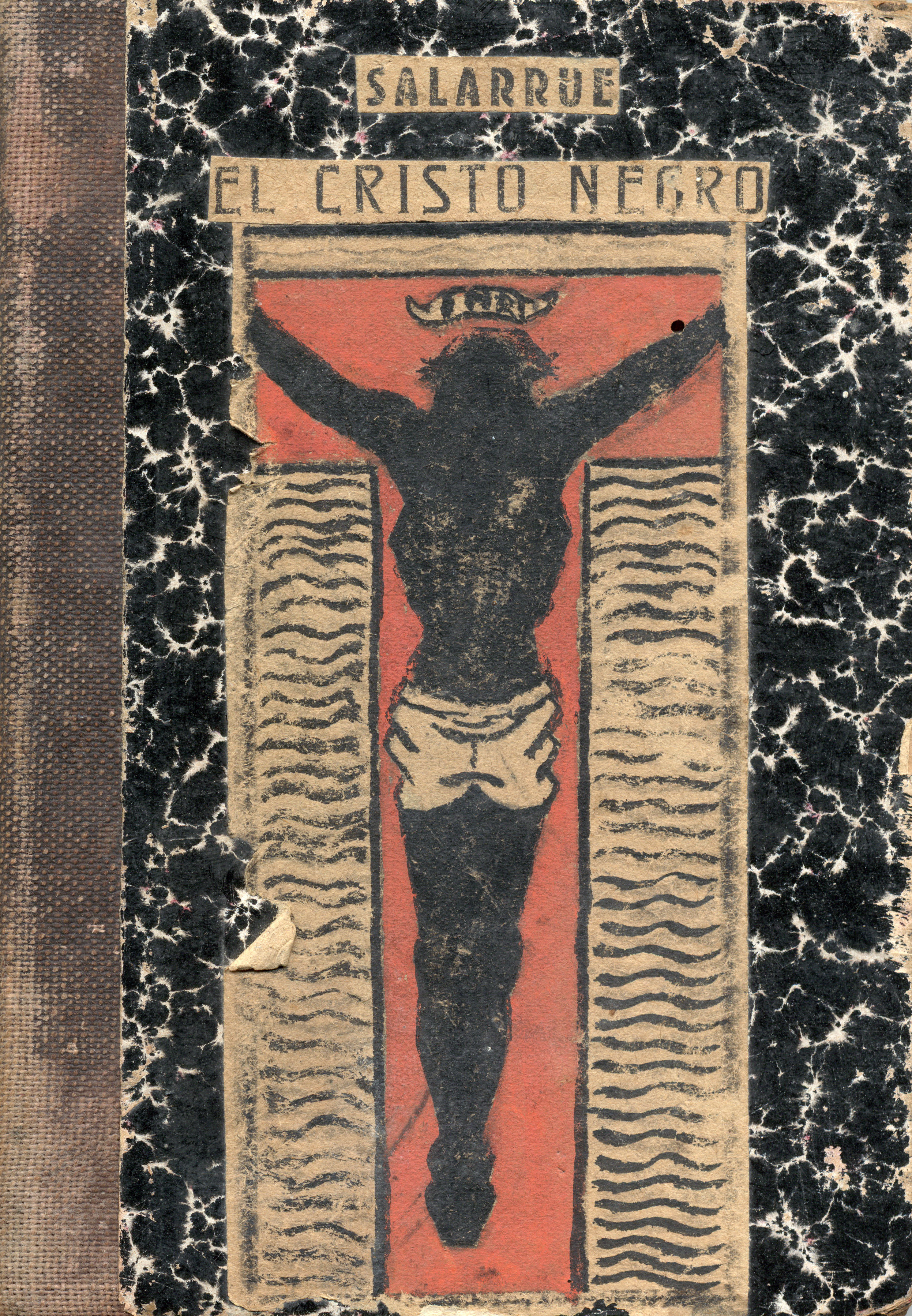
Portada de la primera edición de El Cristo Negro

## Sinopsis
La historia cuenta el descenso a la perdición del infierno de San Uraco de la Selva, hijo de un español y una india (“nieta de reyes, algo bruja, algo loca”), quien por su inquebrantable fe sacrificará su propia alma en orden de evitar que otros pequen y así cargar él con las culpas de los demás.
El relato discurre en la Centroamérica colonial del siglo XVI, mundo de inquisidores y encomenderos, en donde Fray Uraco cometerá toda clase de maldades, asesinatos y crueldades. En su afán de salvar a otros, el fraile perderá a su familia, dignidad y razón, lo que lo terminará convirtiendo en la encarnación del demonio.

## Análisis y estilo
El literato Sergio Ramírez clasifica El Cristo Negro como de grandes propiedades estilísticas de la prosa, perteneciente al ámbito esotérico, que se entrelaza muy bien con el realismo costumbrista al que Salarrué debería algún tributo. “La coherencia de este relato sorprende como obra juvenil y primeriza, y logra sostenerse como un verdadero puntal en el desarrollo futuro de la obra narrativa de Salarrué, no sólo por lo que aporta a su cohesión ideológica, sino también en cuanto revela lo que sería desde ya la sostenida calidad de su prosa”. (Ramírez, 1977, p.10).
“Los materiales con los que Salarrué compuso “El Cristo negro” son heterogéneos, pues una parte de ellos provienen de la tradición oral de carácter legendario –no es gratuito que entre paréntesis se haya colocado el subtítulo “Leyenda de San Uraco”–, otra, de la historia colonial de Guatemala, pero también, y muy importante, de los discursos ﬁlosóﬁco-teológicos acerca de la posibilidad del bien en el mundo y su inevitable relación con el mal. Todos estos materiales son sometidos a la reelaboración estética signada por la peculiar mirada del narrador, de donde emerge un relato perturbador desde el punto de vista ético y literario”. (Munguía, 2016, p.278).
En la historia de este anti-santo, como lo clasifica el especialista en literatura centroamericana Ricardo Roque Baldovinos, el autor hace un intento de socavar el imaginario colonial y juega con los estereotipos propios de esta época; presentando oposiciones como: lo español/blanco y lo oscuro, cristiano y pagano. Problematiza estereotipos como el de asociar los rasgos de la fisionomía indígena con lo diabólico, esto se ve reflejado en la descripción que hace del mismo Uraco, “su barba rala y negra de mestizo daba a su rostro un no se sabía qué de malévolo”. Lo que contrasta mucho con la descripción que hace de la voz del personaje, clasificándola como "clara y suave" que podría llegar a parecer algo esplendoroso, que roza lo celestial.
Lo anterior refleja lo que llegaría a ser una de las principales preocupaciones de Salarrué: “el verdadero carácter del bien y del mal, concebidos como fuerzas antagónicas de un debate moral en el que el mal debe desempeñar un papel redentor”. Esto será el tema central de El Cristo Negro, en dónde en principio Fray Uraco se verá marginado por la sociedad en la que vive a causa de sus rasgos físicos y buscará una forma diferente de alcanzar la santidad, la cual será asumiendo la obra malévola de los otros y así poderlos salvar. Este argumento es explorado en la posteridad por Salarrué en el ensayo “Los Santos y los Justos” en donde afirma que “la santidad positiva consiste en dar la cara al Mal y no al Bien”.
“La concupiscencia, el robo, el crimen, el sacrilegio no son más que formas de santidad, actos ejecutados para evitar que el prójimo peque por sí mismo, una apropiación beatífica del infierno para evitar que los otros caigan en el infierno. San Uraco de la Selva, al dar la cara al mal, cumple con una actitud de lucha, de coraje, de desafío, que es la única forma posible de santidad, y por eso debe morir crucificado”. (Ramírez, 1977, p.10).
Desafía la lógica del sacrificio en este cristianismo colonial, ya que tradicionalmente el cristianismo justifica el sacrificio como un intercambio en donde se acepta el sufrimiento a cambio de salvar el alma propia. Sin embargo, en esta narración el protagonista reproduce la Pasión de Cristo, pero lo hace de una manera en que podría considerarse más noble y altruista, porque en su afán de salvar a los otros renuncia a la salvación de su propia alma.  
La obra no sólo hace alusión a la redención del mundo a través de Jesucristo, sino también, presenta una serie de pasajes que parodian momentos importantes de la historia de Jesús. Ejemplo de ello, es cuando Uraco se retira a la selva y se enfrenta con una serie de signos (apariciones animales que se asocian con lo maligno y también animales que se asocian con lo divino), en el intento de entender el sentido de su vocación, lo que es comparable con el momento en que en el Evangelio Jesús se retira al desierto.

## Ediciones
- En 1926 se publicó la primera edición de El Cristo Negro como parte de la Colección Biblioteca Cuscatlania de la Biblioteca Nacional Francisco Gavidia de El Salvador, como parte de un intento de hacer una recopilación de literatura salvadoreña. En esta primera edición la novela es acompañada del cuento El alma de las piedras (cuento que posteriormente pasaría a ser parte de la colección de cuentos Eso y más).[1]
- En 1936 aparece una segunda edición, nuevamente publicada por Ediciones de la Biblioteca Nacional. Esta versión cuenta con un Prefacio del escritor Joaquín García Rústica.
- En 1980 el Ministerio de Educación publica una nueva edición por medio de la Dirección de Publicaciones e Impresos. La cual cuenta con una Nota Editorial de Luis Gallegos Valdés.
- En 1981 UCA Editores, incluye El Cristo Negro como parte de la Colección Gavidia. En esta edición, y en ediciones posteriores de UCA Editores, se incluye una introducción de Italo López Vallecillo. En un periodo de catorce años esta editorial llega a sacar ocho ediciones diferente, en los años: 1985, 1986, 1988, 1991, 1993, 1994 y 1995, respectivamente. Estas ediciones son acompañadas por ilustraciones y fotografías.

- En el 2000, en Argentina, la editorial Buenos Aires lanza una versión ilustrada por Julio Pagano.
- En 2004 la Universidad Nacional Autónoma de México incluye El Cristo Negro como parte de su colección Relato Licenciado Vidriera. E incluye una introducción de  Philippe Ollé-Laprune.